# 八德鄉滅門血案
八德鄉滅門血案，發生於1956年12月12日，桃園縣八德鄉（今桃園市八德區）興豐路六號的葉姓一家五人葉陳綺鳳、謝如姬、葉亞麗、葉益群、邱玉全（女傭）遭殺害，苦主葉震因公外出而逃過一劫，歹徒作案手法高明，家中財物未遭洗劫，事後葉震還在沙發下取出一袋珠寶。
警方逮捕嫌犯穆萬森、秦同餘等人，初審穆萬森等被判處死刑，不久秦同餘竟因過度刑求，死於刑警總隊。1959年富伯平、梁肅戎、李公權（富伯平為國民大會代表，梁肅戎及李公權為立法委員）三位律師為被告義務辯護，穆萬森獲臺灣高等法院推事（即法官）史錫恩等人改判無罪。但穆萬森後來因殺死歌女呂翠華（藝名依銘）被判處死刑，遭到槍決命運。
八德鄉滅門血案發生於毛人鳳將軍去世隔天，而苦主葉震正是當年戴笠的軍統局會計組組長，據說戴笠死後，葉震私吞「戴笠寄放的款項」，使戴家生計陷入困窘，一些忠於戴笠的特務人員看不過去，一心要報復，又因葉震有靠山毛人鳳，無法下手，直到毛人鳳心臟病猝亡的隔天，迅速進行殺戮，唯葉震外出逃過一劫。八德鄉滅門血案是軍統執行家法的一次過程，「甲級流氓」穆萬森等人只是警方迫於破案壓力下的代罪羔羊。由於此血案牽涉到特務人員，故至今仍為懸案。葉震後來隱姓埋名，前往香港定居。
該案件曾被類戲劇《台灣變色龍》單獨以一集報導，華視《台灣靈異事件》的『惡靈入侵』亦有闡述該案。

## 外部連結
- 兩蔣特務「家法」下的八德滅門案） - PChome 新聞台Blog （页面存档备份，存于） - 你不知道的台灣.管仁健／著